# Tempête (film, 1929)
Pour les articles homonymes, voir Tempête (film) et Tempête (homonymie).
Pour plus de détails, voir Fiche technique et Distribution.
Tempête (The Squall) est un film américain réalisé par Alexander Korda en 1929, pour la First National Pictures (filiale de la Warner Bros. Pictures).

## Fiche technique
- Titre original : Tempête
- Titre français : The Squall
- Réalisation : Alexander Korda
- Scénario et dialogues : Bradley King d'après la pièce de Jean Bart
- Production : Alexander Korda et Ray Rockett
- Studio de production : First National Pictures
- Musique : Leo F. Forbstein
- Photo : John F. Seitz
- Montage : Edward Schroeder
- Direction artistique : Jack Okey et Anton Grot (non crédité)
- Décorateur de plateau : Ray Moyer	(non crédité)
- Costumes : Max Rée
- Pays de production : États-Unis
- Genre : Drame
- Format : Noir et blanc - Son : Vitaphone (Western Electric Apparatus)
- Durée : 105 min.
- Date de sortie :
  - États-Unis : 9 mai 1929 New York

## Distribution

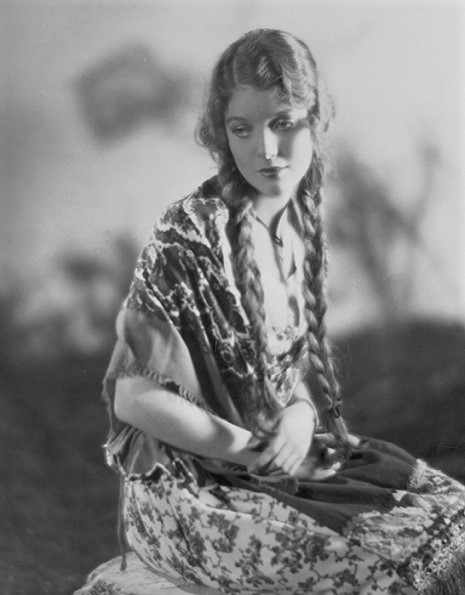
Loretta Young.

- Richard Tucker : Josef Lajos
- Alice Joyce : Maria Lajos
- Loretta Young : Irma
- Carroll Nye : Paul Lajos
- Zasu Pitts : Lena
- Harry Cording : Peter
- George Hackathorne : Niki
- Marcia Harris : Tante Anna
- Knute Erickson : Oncle Dani
- Myrna Loy : Nubi
- Nicholas Soussanin : El Moro